# 데스코어

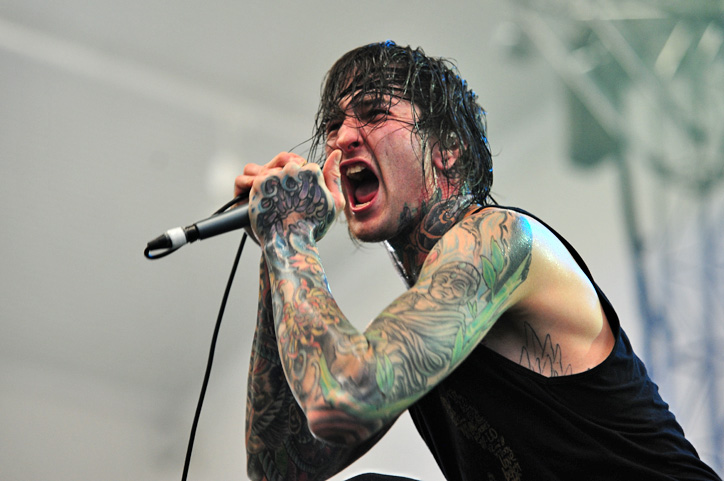

데스코어(deathcore)는 메탈코어에 데스 메탈의 사운드를 접목한 헤비 메탈 장르로서 기존의 메탈코어보다 극악하고 과격한 사운드를 들려준다
밴드 Between The Buried And Me(BTBAM)는 이 장르의 탄생에 지대한 영향을 끼친것으로 알려져 있다

## 특징
기본적으로 데스 메탈에 바탕을 두었으며 그외에 블래스트 비트
하드코어적 브레이크 다운 요소인 주법이 대표적인 특징이며
보컬은 그로울링, 스크리밍을 두루 사용한다 클린 보컬을 사용하는 경우는 거의 없다

## 데스코어 뮤지션 리스트
```
 *
올 쉘 페리쉬
 (All Shall Perish)
 *
블랙 달리아 머더
 (The Black Dahlia Murder)
 *
브링 미 더 호라이즌
 (Bring Me the Horizon)
 *
카니펙스
 (Carnifex)
 *
첼시 그린
 (Chelsea Grin)
 *
디스파이즈드 아이콘
 (Despised Icon)
 *
잡 포 어 카우보이
 (Job For A Cowboy)
 *
킬화이트니데드
 (Killwhiteneydead)
 *
나이츠 오브 디 어비스
 (Knights Of The Abyss)
 *
Oceano
 (Oceano)
 *
더 레드 코드
 (The Red Chord)
 *
수이사이드 사일런스
 (Suicide Silence)
 *
화이트채플
 (Whitechapel)
 *
윈드 오브 플레이그
 (Winds Of Plague)
```